# 皆吉司
皆吉 司（みなよし つかさ、1962年5月13日 -  ）は俳人、画家。祖父は俳人の皆吉爽雨。

## 人物・来歴
東京都生まれ。1984年、牧羊社の処女句集シリーズの一冊として、自宅が火災によって焼け落ちていくさまとその後の状況を連作で綴った句集『火事物語』を刊行。同年、雪解新人賞を受賞。俳誌「雪解」編集人および「船団の会」会員。

## 著書
- 句集『火事物語』牧羊社〈処女句集シリーズ〉、1984年
- 『多感俳句論』四季出版、1984年
- 句集『ヴェニスの靴』牧羊社、1985年
- 『少年伝記-私の中の寺山修司』ふらんす堂、1989年
- 『多感短歌論』東京四季出版、1990年
- 句集『燃えてゐるチェロ』ふらんす堂、1991年
- 句集『夏の窓』ふらんす堂、1997年
- 『皆吉司句集』砂子屋書房〈現代俳人文庫〉、2000年
- 句集『赤い絵馬』ふらんす堂、2002年
- 『どんぐり舎の怪人-西荻俳句手帖』ふらんす堂、2005年
- 句集『石の翼』ふらんす堂、2007年
- 句集『揺れる家の構図』ふらんす堂、2013年